# Banda di conduzione

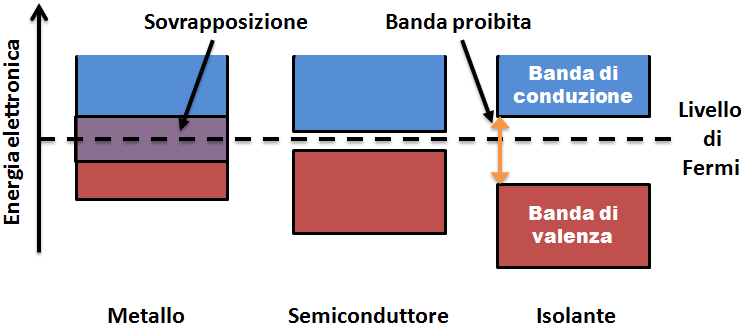
Schema semplificato della struttura elettronica a bande per metalli, semiconduttori e isolanti.

Si definisce banda di conduzione la banda elettronica a più bassa energia tra quelle non completamente occupate. Dal punto di vista della teoria degli orbitali molecolari, si può dire che la banda di conduzione è il LUMO (Lowest Unoccupied Molecular Orbital, orbitale molecolare non occupato a più bassa energia).
Per un conduttore, la banda di valenza (cioè quella totalmente occupata) e quella di conduzione si sovrappongono. Nel caso di semiconduttori, il gap energetico è basso e pertanto la conduzione può avvenire una volta fornito un certo potenziale. Negli isolanti, la differenza di potenziale è troppo alta (il valore limite viene di solito posto a E > 1,6 eV).
Allo stato fondamentale di un sistema a molti elettroni indipendenti, un potenziale è ottenuto riempiendo gli stati di banda di singolo elettrone fino all’energia di Fermi. L’energia di Fermi separa i livelli riempiti (sotto) dai livelli vuoti (sopra). A seconda del numero totale di elettroni nel solido, il livello corrispondente all’energia di Fermi può finire sia all’interno di una (o alcune) bande di energia, sia all’interno di un salto di banda. Nel primo caso gli elettroni che stanno nelle bande parzialmente riempite vicino all’energia di Fermi sono pronti a ricevere energia di eccitazione (fornita ad esempio da un campo elettromagnetico esterno). In particolare, l'applicazione di un campo elettrico può accelerare gli elettroni, che possono dunque condurre corrente elettrica: il solido con questa caratteristica è un metallo. Al contrario, tutti gli elettroni nelle bande complete devono ubbidire al principio di esclusione di Pauli; un solido dove le bande sono o tutte piene o tutte vuote, con l’energia di Fermi in una zona proibita, è chiamato isolante. Nei solidi, la banda più energetica completamente riempita è detta banda di valenza, mentre la prima banda di energia vuota o parzialmente vuota è detta banda di conduzione.
Nei conduttori estrinseci, il gap energetico viene abbassato artificialmente attraverso il drogaggio, che genera bande di valenza supplementari a più alta energia (drogaggio n) o bande di conduzione a più bassa energia (drogaggio p).